# 人民委员会 (暹罗)
人民委员会（1932年6月28日-1932年12月10日）是暹罗的首届内阁。
1932年6月27日，巴差提朴国王批准了1932年暹罗临时宪法。次日，即1932年6月28日，由曼谷市政府军事委员会任命的70人组成的临时众议院在阿南达沙玛空皇家御会馆举行了首次会议。依宪法第33条，“众议院应选举一名议员担任（人民委员会）主席，主席应再选出14名议员担任委员。选举时，受推举者同样视为议员。”据此，众议院于会议当日选举披耶玛诺巴功·尼蒂他达（空·符达信）为人民委员会主席，并核准了披耶玛诺提交的委员名单。
委员会在正式宪法于12月10日施行后解散，随即成立以披耶玛诺主席为首的内阁。

## 委员列表
| 人民委员会 | 人民委员会            | 人民委员会    | 人民委员会    | 人民委员会     | 人民委员会 |
| 职位       | 爵号                  | 姓名          | 就任日期      | 离任日期       | 政党       |
| ---------- | --------------------- | ------------- | ------------- | -------------- | ---------- |
| 主席       | 披耶玛诺巴功·尼蒂他达 | 空·符达信     | 1932年6月28日 | 1932年12月10日 |            |
| 委员       | 披耶比差·冲叻育       | 旺·乍鲁帕     | 1932年6月28日 | 1932年12月10日 |            |
| 委员       | 披耶西·威讪瓦乍       | 天良·洪达军   | 1932年6月28日 | 1932年12月10日 |            |
| 委员       | 披耶拍凤·蓬帕育哈社那 | 朴·拍凤裕廷   | 1932年6月28日 | 1932年12月10日 | 人民党     |
| 委员       | 披耶颂·素拉德         | 贴·攀吞森     | 1932年6月28日 | 1932年12月10日 | 人民党     |
| 委员       | 披耶里提·阿卡尼       | 沙拉·埃玛西里 | 1932年6月28日 | 1932年12月10日 | 人民党     |
| 委员       | 披耶巴曼·威差蓬       | 翁·汶隆       | 1932年6月28日 | 1932年12月10日 |            |
| 委员       | 拍巴萨·披他耶育       | 旺·楚廷       | 1932年6月28日 | 1932年12月10日 | 人民党     |
| 委员       | 銮披汶·颂堪           | 贝·奇达桑卡   | 1932年6月28日 | 1932年12月10日 | 人民党     |
| 委员       | 銮辛徒·颂堪猜         | 辛徒·甲蒙纳文 | 1932年6月28日 | 1932年12月10日 | 人民党     |
| 委员       | 銮巴蒂·马努探         | 比里·帕侬荣   | 1932年6月28日 | 1932年12月10日 | 人民党     |
| 委员       | 銮德·沙哈功           | 德·沙匿翁     | 1932年6月28日 | 1932年12月10日 |            |
| 委员       | -                     | 多·拉帕努功   | 1932年6月28日 | 1932年12月10日 | 人民党     |
| 委员       | -                     | 巴允·帕蒙蒙蒂 | 1932年6月28日 | 1932年12月10日 | 人民党     |
| 委员       | -                     | 奈·拍凤裕廷   | 1932年6月28日 | 1932年12月10日 | 人民党     |